# 3-Pentanol
A 3-pentanol öt szénatomos alkohol, az amil-alkohol egyik izomerje. Képlete C5H12O.

## Fordítás
Ez a szócikk részben vagy egészben  a(z)   3-Pentanol című angol Wikipédia-szócikk ezen változatának fordításán alapul.  Az eredeti cikk szerkesztőit annak laptörténete sorolja fel. Ez a jelzés csupán a megfogalmazás eredetét és a szerzői jogokat jelzi, nem szolgál a cikkben szereplő információk forrásmegjelöléseként.